# あのコの、トリコ。
『あのコの、トリコ。』は、白石ユキによる日本の漫画作品。『Sho-Comi』(小学館)にて2013年19号より2014年21号まで連載された。実写映画化を記念して、2018年15号より復活連載された。単行本はフラワーコミックスから全6巻が刊行。2018年9月現在で累計発行部数が100万部を突破。
芸能界を舞台にした幼なじみ、メガネ男子、モデル、俳優の三角関係をテーマとしたものである。
2018年に実写映画版が公開された。

## 登場人物
鈴木 頼（すずき より）
主人公。地味だが演技の才能は天才的。雫のことが好き。
立花 雫（たちばな しずく)
頼の想い人で売り出し中の新人アイドル。男勝りだが繊細。
東條 昴（とうじょう すばる）
人気若手俳優。人を惹きつけるスター性がある。頼の恋のライバル。
山田 華（やまだ はな）
奥井（おくい）
時田可奈江（ときた かなえ）
近藤 啓（こんどう ひろむ）

## 書誌情報

### コミックス
- 白石ユキ『あのコの、トリコ。』小学館〈少コミフラワーコミックス〉、全6巻
  1. 2014年1月24日発売[6]、ISBN 978-4-09-135748-9
  2. 2014年4月25日発売[7]、ISBN 978-4-09-135884-4
  3. 2014年7月25日発売[8]、ISBN 978-4-09-136173-8
  4. 2014年12月26日発売[9]、ISBN 978-4-09-136587-3
  5. 2017年7月26日発売[10]、ISBN 978-4-09-139366-1
    - 「オマエを食べてやる!!」「忠犬は一途に恋する。」併録。

  6. 2018年9月26日発売[11][12]、ISBN 978-4-09-870222-0
    - 「ザンネンな佐々木さん」第1話・第2話・番外編併録[11]。

### ノベライズ
- 原作：白石ユキ・脚本：浅野妙子・著：豊田美加『あのコの、トリコ。』小学館〈小学館文庫〉、2018年9月6日発売[5]、ISBN 978-4-09-406559-6

## ムービーコミック
2018年5月17日にdTVにて順次配信開始。全23話。

### キャスト（ムービーコミック）
- 鈴木頼 - 豊永利行（幼少期のみ - 得能ありさ）
- 立花雫 - 諏訪彩花
- 東條昴 - 白井悠介（幼少期のみ - 川野愛実）

### 主題歌（ムービーコミック）
- Def Will「Curiosity」

## 実写映画
2018年10月5日に公開された。監督は宮脇亮、主演は吉沢亮。

### キャスト（実写映画）
- 鈴木頼：吉沢亮
- 立花雫：新木優子
- 東條昴：杉野遥亮
- 酒井：水上剣星
- 咲：大幡しえり

- 池端レイナ
- 河井佑樹
- 本村健太郎
- 山田華：内田理央
- 奥井広道：古坂大魔王
- 時田可奈江：高島礼子（友情出演）
- 近藤啓：岸谷五朗

### スタッフ（実写映画）
- 原作：白石ユキ『あのコの、トリコ。』（小学館Sho-Comiフラワーコミックス刊）
- 監督：宮脇亮
- 脚本：浅野妙子
- 音楽：吉俣良
- 主題歌：Nissy（西島隆弘）「トリコ」
- 製作：村田嘉邦、勝股英夫、久保雅一、片岡尚、志村彰
- 企画・プロデュース：大畑利久、高石明彦
- プロデューサー：宮城希、古林都子
- アソシエイトプロデューサー：岡本順哉、高尾沙織
- 撮影：川口次男
- 照明：森泉英男
- 録音：金子徹
- 美術：小林大輔
- デザイナー：飯塚洋行
- 美術進行：伊藤庄吾
- 編集：張本征治
- 選曲：石井和之
- 助監督：日高貴士
- 制作担当：須田裕之
- 音響効果：大塚智子
- 衣装：高橋久美子
- ヘアメイク：今津悠子
- スクリプター：恩田一代
- 配給：ショウゲート
- 制作プロダクション：The icon
- 製作：「あのコの、トリコ。」製作委員会（博報堂DYミュージック&ピクチャーズ、エイベックス・ピクチャーズ、小学館、イオンエンターテイメント、The icon）